# Darian King
Darian King (* 26. April 1992 in Bridgetown) ist ein barbadischer Tennisspieler.

## Karriere
King war auf der ITF Junior Tour aktiv, wo er von 2006 bis 2010 aktiv war und Rang 47 erreichte. Er nahm an drei Grand-Slam-Turnieren der Junioren teil und erreichte im Doppel zweimal die zweite Runde.
King spielt hauptsächlich auf der ITF Future Tour und der ATP Challenger Tour. Auf der Future Tour gewann er bisher 15 Einzel- und 19 Doppeltitel. Seinen ersten Titel auf der Challenger Tour konnte King in Cali gewinnen, indem er im Finale gegen Víctor Estrella in drei Sätzen gewann. Im selben Jahr gewann er das Finale von Binghamton gegen Mitchell Krueger und in Tiburon gegen Michael Mmoh. Im Doppel konnte King zwischen 2017 und 2019 vier Titel gewinnen, in Medellín gemeinsam mit Miguel Ángel Reyes Varela, in Stockton mit Noah Rubin und mit seinem Doppelpartner Peter Polansky in Winnipeg und Fairfield. Im Jahr 2017 erreichte er das Einzelfinale von Stockton, ein Jahr später in Indian Wells und 2019 in Orlando, in denen er jedoch jeweils eine Niederlage einstecken musste.
2015 kam er in Washington, D.C. bei den Citi Open nach überstandener Qualifikation zu seinem Debüt auf der ATP World Tour, wo er Gō Soeda mit 2:6, 1:6 unterlag. Im Jahr 2017 konnte er sich erstmals für die Hauptrunde der US Open und damit sein erstes Grand-Slam-Turnier qualifizieren, wo er jedoch in der ersten Runde gegen Alexander Zverev ausschied. In diesem Jahr wurde er der erste Barbadier, der ein ATP-Match gewann, als er in Memphis Bernard Tomic bezwang. Wenig später erreichte er auch bei den Masters-Turnieren in Indian Wells und Miami die zweite Runde. Sein Karrierehoch von Platz 106 belegte er wenig später im Mai des Jahres. Bis 2021 verlor er stetig Positionen in der Rangliste. 2021 unterzog er sich einiger Operation am Handgelenk.
Ab 2009 spielte King in jedem Jahr für die barbadische Davis-Cup-Mannschaft und hat dort eine Bilanz von 54:30, womit er der Rekordspieler seines Landes ist. King hatte einen großen Anteil am erstmaligen Aufstieg seines Teams 2014 in die Kontinentalgruppe Amerika I. Außerdem war er in diesem Jahr Zweiter bei der Verleihung des Davis Cup Awards of Excellence. King war für Barbados Teilnehmer bei den Olympischen Jugend-Sommerspielen 2010 in Singapur und spielte im Tenniswettbewerb sowohl das Einzel als auch das Doppel. Er bekam 2016 von der ITF eine Wildcard für die Olympischen Spiele in Rio de Janeiro. Er schied jeweils in der ersten Runde aus. Weitere Einsätze hatte er in 2010 bei den Commonwealth Games sowie 2011, 2015, 2019 und 2021 bei den Panamerikanischen Spielen, wo sein bestes Resultat der vierte Platz 2015 im Doppel war.

## Verhalten auf dem Platz
Mehrmals fiel King auf dem Platz für sein aufbrausendes Verhalten auf. So warf er 2014 beim Charlottesville Men’s Pro Challenger nach einem verlorenen Punkt gegen Edward Corrie seinen Schläger in eine Plane, von der aus dieser die Linienrichterin traf, die durch den Schlag zu Boden ging. Er wurde für diese Aktion disqualifiziert. Ein Jahr später bei einem Future-Turnier in Calabasas im Match mit Frances Tiafoe marschierte King nach einer, seiner Meinung nach, falschen Schiedsrichterentscheidung vom Feld, womit er aufgab.

## Persönliches
King heiratete 2023 seine Freundin Oya Thompson, die Tochter der ehemaligen Premierministerin Mara Thompson.

## Erfolge
| Legende (Anzahl der Siege)  |
| Grand Slam                  |
| ATP World Tour Finals       |
| ATP World Tour Masters 1000 |
| ATP World Tour 500          |
| ATP World Tour 250          |
| ATP Challenger Tour (7)     |

### Einzel

#### Turniersiege
| Nr. | Datum           | Turnier    | Belag     | Finalgegner      | Ergebnis      |
| --- | --------------- | ---------- | --------- | ---------------- | ------------- |
| 1.  | 10. Juli 2016   | Cali       | Sand      | Víctor Estrella  | 5:7, 6:4, 7:5 |
| 2.  | 24. Juli 2016   | Binghamton | Hartplatz | Mitchell Krueger | 6:2, 6:3      |
| 3.  | 2. Oktober 2016 | Tiburon    | Hartplatz | Michael Mmoh     | 7:62, 6:2     |

### Doppel

#### Turniersiege
| Nr. | Datum            | Turnier   | Belag     | Partner                   | Finalgegner                            | Ergebnis          |
| --- | ---------------- | --------- | --------- | ------------------------- | -------------------------------------- | ----------------- |
| 1.  | 15. Juli 2017    | Medellín  | Sand      | Miguel Ángel Reyes Varela | Nicolás Jarry Roberto Quiroz           | 6:4, 6:4          |
| 2.  | 6. Oktober 2018  | Stockton  | Hartplatz | Noah Rubin                | Sanchai Ratiwatana Christopher Rungkat | 6:3, 6:4          |
| 3.  | 13. Juli 2019    | Winnipeg  | Hartplatz | Peter Polansky            | Hunter Reese Adil Shamasdin            | 7:68, 6:3         |
| 4.  | 13. Oktober 2019 | Fairfield | Hartplatz | Peter Polansky            | André Göransson Sem Verbeek            | 6:4, 3:6, [12:10] |